# Jan Brzeźny
Jan Brzeźny (Oleszna, 11 juni 1951) is een Pools voormalig wielrenner. Zijn grootste overwinningen behaalde hij in de Milk Race en op het Nationaal Kampioenschap. Ook won hij tweemaal de Ronde van Polen

## Belangrijkste overwinningen
1974
- 11e etappe Ronde van de Toekomst
- Ronde van de Vaucluse

1975
- 3e etappe Vredeskoers
- Ronde van Loir-et-Cher

1976
- 9e etappe Milk Race
- 5e etappe Ronde van Polen
- Pools Nationaal Kampioenschap

1978
- 1e etappe, 2e etappe en eindklassement Milk Race
- 8e etappe en eindklassement Ronde van Polen

1979
- 6e etappe Ronde van Oostenrijk

1980
- 5e etappe Vredeskoers

1981
- Eindklassement Ronde van Polen
- Pools Nationaal Kampioenschap